# Nyodes punctata
Nyodes punctata là một loài bướm đêm trong họ Noctuidae.